# Pelidnota caesarea
Pelidnota caesarea är en skalbaggsart som beskrevs av Johannes von Nepomuk Franz Xaver Gistel 1857. Pelidnota caesarea ingår i släktet Pelidnota och familjen Rutelidae. Inga underarter finns listade i Catalogue of Life.